# Муйрхертах мак Ерке
Муйрхертах мак Ерке — він же Муйрхертах мак Муйредайг (ірл. — Muirchertach mac Ercae, Muirchertach mac Muiredaig) — верховний король Ірландії. Роки правління: 504—527 роки. Є повідомлення, що помер він у 534 році. Давні ірландські історичні хроніки та літописи містять мало інформації про його життя та правління. Багато повідомлень, судячи по всьому, були змінені переписувачами. Багато повідомлень говорять про надприродну смерть цього короля. Роки правління 504—527 є найбільш загальноприйнятими, хоча в різних джерелах дати його правління суттєво розходяться.

## Походження
Згідно з давніми ірландськими генеалогіями Муйрхертах мак Ерке належав до роду О'Нілів (Уа Нейлів) — нащадком верховного короля Ніла Дев'яти Заручників. Він був сином Муйредаха, онуком Еогана, правнуком верховного короля Ірландії, засновника королівських династій якого звали Ніл Дев'яти Заручників. Згідно з працями Томаса Шарль-Едвардса, його матір'ю була Ерке чи Ерк — дочка Лодарна — короля Альби (нинішньої Шотландії). Тому, власне, частіше в літописах і легендах зустрічається його друге ім'я — Муйрхертах мак Ерке, а не Муйрхертах мак Муйредайг.

## Повідомлення про його життя в різних джерелах
Перші згадки про верховного короля Муйрхертаха мак Ерке містяться в «Хроніках Ольстера» («Анналах Ульстера») і пов'язані з повідомленнями про загибель верховного короля на ймення Айліль Молт в битві під Охе (ірл. — Ochae) у 482 чи 483 році. У тих же хроніках він згадується щодо битви під Грайнерт (ірл. — Grainert) у 485 році. Згадується, про його перемогу над королем Ленстеру Фіннхадом мак Гаррхоном (ірл. — Finnchad Mac Garrchon) в битві у 490 або 491 році. Повідомляється, що він вбив Енгуса мак Над Фройха (ірл. — Óengus mac Nad Froích) в битві під Келл Лоснайд (ірл. — Cell Losnaid). Потім повідомляється, що він виграв битву під Інне Мор (ірл. — Inne Mór) проти короля Лейнстеру у 498 році. Історики не виключають, що багато записів пізніше були відредаговані і королю Муйрхертаху мак Ерке були приписані перемоги здобуті, насправді, Койрпре мак Нейллом (ірл. — Coirpre Mac Néill) або, можливо, Еоху Койрпре (ірл. — Eochu Coirpre). Хоча не виключено, що Муйрхертах мак Ерке прославився як великий воїн і великий полководець ще до того як став верховним королем Ірландії.
Повідомлення про смерть верховного короля Ірландії Лугайда мак Лоегайре в ольстерських літописах датується 512 роким, а вже 513 році літописець повідомляє про Муйрхертаха мак Ерке як про верховного короля Ірландії. Наступне повідомлення датується чи то 520 чи то 523 роком — повідомляється про перемогу Муйрхертаха мак Ерке в битві під Дехна (ірл. — Dethna). Повідомляється про битви виграні ним у 528 та 533 роках.

## Смерть
Є кілька різних повідомлень про смерть короля Муйрхертаха мак Ерке в різних легендах та історичних переказах, які протирічуть одне одному, але всі перекази оповідають про надприродну загибель короля. Повідомляється, що він втопився в діжці з вином на вершині пагорба Клейтех, що біля долини річки Бойнн (ірл. — Cleitech Bóinn). Повідомляється, що він помер у замку Клеттах (ірл. — Clettach), втопившися в діжці з вином, повідомляється, що він був спалений вогнем, який «впав з неба», повідомляється, що помер він у результаті того, що в палаці обвалився дах, що він помер у результаті нападу племені мелгарб (ірл. — Túathal Máelgarb) і що його смерть пов'язана з якимось його гріхом щодо жінок. У легендах також повідомляється про «потрійну смерть» цього короля — нібито за свої гріхи він мусив померти не один раз, а три рази підряд.